# Francisco Lozano Vicente
Francisco Lozano Vicente (Barcelona, 4 d'octubre de 1922 - Madrid, 8 de juny de 2006) fou un enginyer i polític espanyol, ministre d'Habitatge durant la transició espanyola.

## Biografia
Es llicencià en enginyeria de Camins, Canals i Ports a Barcelona, i en 1949 va ingressar com a funcionari del cos d'enginyers de l'Estat en la Prefectura d'Obres Públiques de Barcelona. Posteriorment fou destinat a les Prefectures d'Obres Públiques de Badajoz i Madrid. En 1962 és destinat als serveis centrals del Ministeri d'Obres Públiques, on fou cap de les divisions de Construcció i Materials de la Direcció general de Carreteres.
Entre altres càrrecs, va ser vicepresident de la Comissió de Revisió de Preus, delegat del Govern i president de RENFE des del 5 de juliol de 1970 fins al 15 de desembre de 1975, quan fou nomenat ministre de l'Habitatge al primer govern de la Monarquia.
Considerat un tecnòcrata i no afiliat a cap partit polític, fou renovat en el seu càrrec en el primer govern d'Adolfo Suárez i es va mantenir fins al 4 de juliol de 1977. Fou condecorat amb la Gran Creu del Mèrit Civil i la Gran Creu del Mèrit Militar, i amb la medalla d'or de la Universitat Autònoma de Madrid.